# 完全微分形式
微分位相幾何学における微分形式が完全 (exact) である、または完全微分形式（かんぜんびぶんけいしき、英: exact differential form）、短く完全形式 (exact form) であるとは、別の微分形式でその外微分がもとの微分形式に一致するものが存在するときに言う。すなわち、完全形式は可積分である。短くまとめると、微分形式 ω が完全とは、微分形式 Q が存在して
{\textstyle \int _{i}^{f}\omega =Q(f)-Q(i)} が積分路のとり方に依らず i, f のみによって決まる
ようなものである。シュヴァルツの定理により、C1-級の任意の完全形式は閉微分形式である。ポワンカレの補題はその部分的な逆を保証する。

## 一次微分形式の場合
開集合 U 上定義された1-形式 ω が完全とは、U 上定義された可微分函数 F が存在して ω = dF となるときを言う。言い換えれば、ω によるベクトル場が勾配場とのスカラー積となる。
ポワンカレの補題によれば、単連結開集合上の C1-級微分 1-形式が完全となるのは、それが閉となるとき（かつそのときに限る）である。